# Nomes de espaço reservado
Nomes de espaço reservado (Em inglês: Placeholder names) são palavras que podem se referir a objetos ou pessoas cujos nomes são temporariamente esquecidos, irrelevantes ou desconhecidos no contexto em que estão sendo discutidos.

## Papel lingüístico
Esses espaços reservados normalmente funcionam gramaticalmente como substantivos e podem ser usados para pessoas (por exemplo, João da Silva, João Pessoa), objetos (por exemplo, ferramenta), locais ("Rua principal") ou lugares (por exemplo, Qualquer cidade, país). Eles compartilham uma propriedade com os pronomes, porque seus referentes devem ser fornecidos pelo contexto; mas, ao contrário de um pronome, eles podem ser usados sem referência - a parte importante da comunicação não é a coisa nominalmente referida pelo espaço reservado, mas o contexto no qual o ocorre.
Em seu Dictionary of American Slang (1960), Stuart Berg Flexner e Harold Wentworth usam o termo kadigan para palavras de espaço reservado. Eles definem "kadigan" como sinônimo de thingamajig. O termo pode ter se originado com Willard R. Espy, embora outros, como David Annis, também tenham usado (ou cadigans) em seus escritos. Sua etimologia é obscura - Flexner e Wentworth a relacionaram com a palavra genérica de gin para motor (como no descaroçador de algodão). Pode também dizer respeito ao sobrenome irlandês Cadigan. Hypernyms (palavras para categorias genéricas; por exemplo, "flor" para tulipas e rosas) também podem ser usadas nesta função de um marcador de posição, mas elas não são consideradas kadigans.

## Exemplos
As palavras de espaço reservado existem em um registro altamente informal do idioma inglês. Na fala e escrita formais, palavras como acessório, parafernália, artefato, instrumento ou utensílio são preferidos; estas palavras servem substancialmente a mesma função, mas diferem em conotação.
A maioria dessas palavras pode ser documentada pelo menos no século XIX. Edgar Allan Poe escreveu um conto intitulado "A vida literária de Thingum Bob, Esq"., Mostrando essa forma particular de estar em uso familiar nos Estados Unidos na década de 1840. Em Gilbert e Sullivan, The Mikado, W. S. Gilbert faz o Lord High Executioner cantar uma "pequena lista" que inclui:
... estadistas apologéticos de um tipo comprometedor,
Tais como: O que podemos chamá-lo: Thing'em-bob, e da mesma forma: Não importa,
e 'St:' st: 'st: e qual é o nome dele, e também Você-sabe-quem:
A tarefa de preencher os espaços em branco que prefiro deixar para você.
Alguns campos têm sua própria terminologia específica de espaço reservado. Por exemplo, "ferramenta" em economia, engenharia e eletrônica, ou "Acre preto" e "João Pessoa" ou "Janete da Silva" na lei. "Raio-X" era originalmente um nome de espaço reservado para um fenômeno inexplicável.

### Empresas e organizações
"Ace" e "Acme" eram populares em nomes de empresas como palavras de posicionamento em diretórios alfabéticos. Eles eram genéricos, elogiosos de qualquer produto que eles usassem para promover e apareciam no começo da maioria das listas ordenadas por alfa. A Corporação Acme de fama dos desenhos animados é um exemplo de espaço reservado. (Acme é uma palavra inglesa regular do grego antigo ,κμή, cimeira do significado akme, ponto mais alto, extremidade ou pico, e assim por vezes usada como "melhor".)
"Mom and Pop" (nos Estados Unidos) são espaços reservados ocasionais para os proprietários individuais de uma empresa familiar genérica e muito pequena.
Main Street ou High Street para o distrito comercial de uma pequena cidade ou vila, muitas vezes contrastada como uma entidade comercial contra Wall Street como o mercado financeiro da cidade de Nova York.
"Corporação Adventista" é um termo usado por advogados para descrever uma corporação ainda não identificada, enquanto documentos legais de incorporação estão sendo preparados. No caso da Advent Corporation, o fundador Henry Kloss decidiu adotar esse nome de espaço reservado como o nome legal formal de sua nova empresa.
"NewCo" ou "Newco" é usado de forma semelhante em inglês britânico para uma empresa ainda não identificada. [Carece de fontes?]
Marcas de ficção, como Morley, são frequentemente usadas na televisão e no cinema como espaços reservados para evitar a colocação não intencional de produtos. A "Marca X" tem sido usada em propagandas de televisão como uma marca genérica representando qualquer outra marca que não a anunciada.
"XYZ Widget Company" tem sido usado em livros de economia e negócios como uma empresa de amostra. Também usado como exemplo de texto de gravação em itens como placas, placas de troféus, etc. Ocasionalmente aparece em materiais promocionais personalizáveis, incluindo modelos de papel de carta, cartões de visita, sinalização publicitária, xícaras, mochilas e outras amostras de "ganhos".
"Contoso" é usado como um negócio fictício nos materiais de treinamento da Microsoft.

### Informática
Artigo principal: Variável Metasintática
Os nomes de placeholder são comumente usados na computação:
Foo, Bar, Baz e Qux (e suas combinações) são comumente usados como espaços reservados para nomes de arquivos, funções e variáveis. Foo e bar são derivados do foobar. 
A gíria hacker inclui vários espaços reservados, como o frob, que pode representar qualquer pequeno equipamento. Ficar da mesma forma significa fazer algo com alguma coisa. Na prática, significa ajustar (um dispositivo) de uma maneira sem objetivo.
Alice e Bob, alternativas para 'Pessoa A' / 'Pessoa B' ao descrever processos em telecomunicações; na criptografia, Eve (o interceptador) também é adicionada.
J. Random X (por exemplo, J. Random Hacker, J. Usuário aleatório) é um termo usado no jargão do computador para um membro selecionado aleatoriamente de um conjunto, como o conjunto de todos os usuários. Às vezes usado como J. Random Loser para qualquer usuário que não seja muito alfabetizado por computador. 
Johnny / Jane Appleseed, comumente usado como um nome de espaço reservado pela Apple.
Contoso é um nome de empresa fictício normalmente usado como exemplo na documentação da Microsoft.

### Nomes de domínio
Certos nomes de domínio no formato exemplo.tld (como exemplo.com, exemplo.net e exemplo.org) são oficialmente reservados como espaços reservados para o propósito da apresentação. Vários exemplos de endereços de IP reservados existem em IPv4 e IPv6, como 192.0.2.0 na documentação do IPv4 e 2001: db8 :: na documentação do IPv6.

## Localizações geográficas
Espaços reservados como rua principal, sua região e qualquer cidade são usados com freqüência em endereços de correspondência de amostra. Ruritania é comumente usado como um país de espaço reservado.
Algo-stão, onde algo é muitas vezes profano, é comumente usado como um espaço reservado para um país do Oriente Médio ou do Sul da Ásia ou para uma parte do seu próprio país que não gosta de política.
Timbuktu, que também é uma cidade real, costuma ser usada para significar um lugar distante, no meio do nada e / ou exótico.
Podunk é usado em inglês americano para uma hipotética cidadezinha considerada tipicamente monótona ou insignificante, um lugar do qual você provavelmente nunca ouviu falar, embora ainda esteja nos Estados Unidos. Outro exemplo é East Cupcake para se referir a uma pequena cidade genérica no meio-oeste dos Estados Unidos. 
No inglês da Nova Zelândia, Woop Woops (ou, alternativamente, Wop-wops) é um nome (geralmente bem-humorado) para um local afastado, geralmente rural e escassamente povoado. O similar Inglês Australiano Woop Woop, (ou, menos frequentemente, Woop Woops) pode se referir a qualquer local remoto, ou cidade do interior ou distrito. Outro termo neozelandês com um uso similar é Waikikamukau ("Por que chutar uma vaca moo"), um nome genérico para uma pequena cidade rural. 
Em inglês britânico, a Terra Bongo Bongo (ou Terra Bongo-bongo) é um termo pejorativo usado para se referir a países do Terceiro Mundo, particularmente na África, ou a um país fictício.

## Legal
Nos Estados Unidos e Canadá, John Doe e as variações Jane Doe (para mulheres) e John Roe ou Richard Roe (para uma segunda parte): usadas em ações legais e casos em que a verdadeira identidade de uma pessoa é desconhecida ou deve ser retida por razões legais. Jane Roe foi usada para a queixosa não identificada (Norma Leah McCorvey) em um dos casos jurídicos mais famosos da história dos Estados Unidos, Roe vs. Wade. Esses partidos também aparecem nas ficções legais da ação de expulsão, que era o procedimento usual para silenciar o título de propriedade real sob a alegação de direito comum.
Mopery: usado em discussões legais informais como um espaço reservado para alguma infração, quando a natureza exata da infração não é importante. [Carece de fontes?]
Blackacre e seus vizinhos Whiteacre, Greenacre, Brownacre, Greyacre, Pinkacre, etc são usados como espaços reservados para parcelas de imóveis, geralmente em exames da Escola de Direito e os vários Exames da Barra do Estado. Por vezes, eles estão localizados no Condado de Acre, no estado fictício de Franklin. [Carece de fontes?]

## Remédio
St. Em outros lugares é frequentemente usado como um nome de espaço reservado para qualquer hospital regional ou outra instalação de cuidados da qual um paciente admitido foi encaminhado. A gíria médica é homenageada em nome do programa de televisão de mesmo nome dos anos 80.
GOMER (sair da minha sala de emergência) é um nome em gíria médica para qualquer paciente que usa continuamente serviços de emergência para condições não emergenciais; seu uso é informal e pejorativo. Veja Gomer por sua possível origem.

## Militares
Geralmente usado em exemplos de nomes e endereços para indicar ao funcionário onde colocar seus próprios detalhes.
Tommy Atkins, o nome genérico de um soldado do exército britânico. Além disso, coloquialmente, Bill Oddie, rimando a gíria no apelido de "squaddie".
No Exército e na Força Aérea dos EUA, o soldado (ou aviador) Tentpeg e Snuffy são comumente usados em exemplos (para explicar vários procedimentos) ou contos de advertência. No Corpo de Fuzileiros Navais, o Corporal Lance Schmuckatelli serve ao mesmo propósito.
Na Guarda Costeira dos EUA, um guarda costeira genérico é chamado de Joe Coastie (ou Jane).
Na Guarda Costeira, Marinha e Marinha, um membro hipotético que tem seu ato juntos é A.J. Quadrado de distância.
Nas Forças Armadas do Canadá, o nome genérico para um soldado é Private / Corporal / rank Bloggins
No Exército Britânico, o fictício Loamshire Regiment é usado como um espaço reservado para fornecer exemplos para seus procedimentos, como endereçamento de correspondência ou acusações de espécimes por violações da lei militar.

## Números
É comum usar a letra "n" para designar um número qualquer. Quando é necessário um número ordinal, geralmente é usado o termo "enésimo".
Números de telefone de espaço reservado são frequentemente alocados de intervalos, como 555 (onde + 1-areadecódigo-555-1212 é reservado na América do Norte para aplicativos de assistência de diretório) para evitar a geração de chamadas com discagem incorreta para números de trabalho. No Reino Unido, a Ofcom reservou uma série de números em códigos de área geográfica maiores, bem como o código de área fictício 01632 (0632 tendo sido o código de Newcastle upon Tyne até ser substituído por 091 na década de 1980), para uso dramático.
Os nomes de espaço reservados comuns para códigos postais no Canadá incluem A1A 1A1 (um código postal real para Lower Battery Road, St. John's, Newfoundland) e K1A 0B2 (Canada Post Place em Ottawa). H0H 0H0 é reservado pelo Canada Post para uso fictício (especificamente para a oficina do mítico Papai Noel). Nos Estados Unidos, o CEP 90210 (da série de TV Beverly Hills 90210) é freqüentemente usado. Códigos numéricos com dígitos repetidos ou seqüenciais, como 12345 (uma fábrica da General Electric em Schenectady, Nova Iorque), ou 99999-9999 (não utilizados, mas em um intervalo de prefixo para as proximidades de Ketchikan, no Alasca) também podem aparecer. 00000, que se encontra em um intervalo de prefixo não utilizado, pode ser usado sem confusão.
Na computação, alguns números mágicos (e outros usos de números hexadecimais) aplicam o hex-pheak para criar valores hexadecimais memoráveis.

## Nomes de espaços reservados no idioma Português

### Objetos
Marcadores comuns de objetos em português do Brasil são: treco, troço, bagulho, parada, coisa, trem e negócio, entre outros. No português europeu coiso (masculino de coisa, coisa e não uma palavra real) ou cena são freqüentemente usados. Nos anos 2000, coiso também foi emprestado como gíria para o português brasileiro, principalmente entre os jovens.
Bicho, é usado quando a espécie animal específica é desconhecida, mas também é uma referência a qualquer coisa viva cujo nome não vem à mente ou não é de interesse.

### Pessoas
Os nomes de espaço reservado para as pessoas são geralmente Fulano (opcionalmente de sobrenome Tal), Sicrano e Beltrano, e as correspondentes femininos (Fulana, Sicrana, Beltrana). Não-sei-quê /quem / onde /quando / as quantas são bastante usadas também. Em ambos os países (mas fora de moda no Brasil), João das Couves, Zé das Couves, José dos Anzóis ou Zé da Silva também são usados, sendo o feminino Maria (ao invés de José, que também é abreviado para Zé). João Ninguém ou Zé Ninguém são usados para alguém que não é importante.
Tio e Tia podem ser usados para se referir a qualquer homem ou mulher não especificado. Também é usado entre amigos para chamar um ao outro (equivalente a "Ei, você!").

### Locais
Em português europeu, pode-se usar os termos ''Cu de Judas'' e "Cascos de Rolha" para áreas remotas, isoladas e / ou rurais, como em "Lá para Cascos de Rolha". Também é usada a expressão "Cu de Judas", como em "Ela vive no Cu de Judas". Para lugares distantes, podem empregar-se os termos Conchinchina, e Caralhaquistão. O primeiro, apesar de ser um lugar real, é usado de maneira genérica como espaço reservado para algum lugar distante. Em português brasileiro são usados dois termos semelhantes para lugares distantes, Onde Judas morreu e Onde Judas perdeu as botas.

### Tempo
O nome informal de espaço reservado para datas mais comum no Brasil é guaraná com rolha, como na frase "Em mil novecentos e guaraná com rolha", sendo um indicativo de algo que aconteceu muitas vezes atrás, ou simplesmente nos tempos do onça (geralmente usado para significar algo ocorrido antes do século XX). Pode-se também usar "'Em mil novecentos e bolinha"'.
Em Portugal, é usada a expressão "troca o passo", como em "'Em mil novecentos e troca de passo'"
No dia de São Nunca, à tarde ou simplesmente no dia de São Nunca se refere a uma data indefinida, que, geralmente, nunca vai acontecer. As vezes, o dia de São Nunca é indicado para acontecer no dia 30 de fevereiro. Quando os porcos voarem, quando as galinhas tiverem dentes ou, mais comummente nem que a vaca tussa são todas expressões que se referem a algo que definitivamente nunca acontecerá.

### Números
Tal e poucos quando usado com outra palavra significa "'alguma coisa'". Por exemplo, "'trinta e tal euros'", no português europeu e "'trinta e poucos reais'" no português brasileiro. Ele também pode ser usado por anos: '"Em mil novecentos e oitenta e tal"' significa "'Em mil novecentos e oitenta e alguma coisa'". Outra forma é "'tantos'", como "trinta e sozinho anos", que significa "'trinta e poucos anos'", referindo-se aos anos de idade ou a um período incerto de anos.
Outro nome de espaço reservado informal para números, particularmente aqueles considerados grandes, como superlativos ou em quantidades realmente difíceis de contar manualmente, é trocentos, e. "'Aquela patricinha deve ter trocentos sapatos e vestidos'". Trocentos é uma maneira jocosa de dizer trezentos.

### Ações
O verbo coisar (formado por uma derivação da coisa) é freqüentemente usado para substituir qualquer verbo que expresse ações.

## Língua falada e escrita
Lorem ipsum é comumente usado para preencher conteúdo escrito em um design de layout de página